# Breno Ruiz
Breno Ruiz (Sorocaba, 1983) é um pianista e compositor brasileiro.
Nascido em 1983 na cidade de Sorocaba, mudou-se imediatamente para a vizinha Itapetininga, onde teve seu primeiro contato com a música. 
Compõe com parceiros como Rafael e Rita Alterio, Cristina Saraiva, Sergio Natureza e Paulo Cesar Pinheiro – este, seu parceiro mais constante. Tem sido gravado por parceiros e intérpretes como Tetê Espíndola, Renato Braz, Maogani, Celso Viáfora, Cristina Saraiva, Rafael Alterio, MPB4, entre outros. Como pianista e arranjador, gravou com o grupo Garimpo e produziu os arranjos para o CD Terra Brasileira, da compositora Cristina Saraiva.
Lançou em maio de 2016 no Auditório do Ibirapuera o CD MAR ABERTO com Renato Braz, Roberto Leão e Mário Gil, tendo a participação especial de Dori Caymmi (no show e no álbum).
Em agosto do mesmo ano, lançou o disco Cantilenas Brasileiras, resultado da parceria com Paulo Cesar Pinheiro, e em 2019, o álbum "Diferente", ao lado do compositor e violonista Miguel Rabello.

## Composições
- À Música Popular Brasileira, com carinho (c/ Cristina Saraiva)
- Amazônia (c/ Cristina Saraiva)
- Baque solto (c/ Rafael Altério)
- Canção do solitário (c/ Cristina Saraiva)
- Cantiga de menina (c/ Paulo César Pinheiro)
- Dom de renascer (c/ Cristina Saraiva)